# Résistances (album, 1998)
Pour les articles homonymes, voir Résistances et résistance.
Albums de Sinsemilia
Première Récolte Tout c'qu'on a...
Résistances est le deuxième album de Sinsemilia sorti en mai 1998 après que le groupe a signé sur le label Double T.

## Liste des titres
1. La flamme
2. Fight Here (feat Macka B)
3. La Mauvaise Réputation (reprise de Georges Brassens)
4. I'm on War
5. De l'histoire
6. Défenseurs de la paix
7. L'Amour comme arme
8. From Loneliness to Madness
9. Dans l'camion
10. Douanier 007
11. Roots on War
12. Hold Up
13. Je préfère cent fois